# Robert Richardson (Offizier)
Sir Robert Francis Richardson KCB CVO CBE (* 2. März 1929 in Leith, Schottland; † 21. November 2014 in Haddington, Schottland) war ein britischer Offizier und
Generalleutnant des Heeres.
Er war von 1978 bis 1980 der 17. Kommandant des Britischen Sektors von Berlin und somit einer der alliierten Stadtkommandanten sowie von 1982 bis 1985 Kommandierender General der Britischen Streitkräfte in Nordirland.

## Beginn der Militärkarriere
Robert Richardson wuchs im schottischen Edinburgh auf und war Schüler der George Heriot's School, ehe er der britischen Armee beitrat und ein Studium an der Militärakademie Sandhurst absolvierte.
Am 16. Dezember 1949 wurde er als junger Second Lieutenant Angehöriger des 1. Bataillons der Royal Scots. Exakt zwei Jahre später wurde er zum Lieutenant befördert und diente von 1950 bis 1953 in der letzten Phase des Koreakrieges, ehe er mit seinem Bataillon in den Nahen Osten versetzt und schließlich 1955 zum Captain befördert wurde.
Ab 1956 war er am Suezkanal im Einsatz und im Anschluss, ab 1958, bei der Britischen Rheinarmee in Deutschland.
Von 1960 bis 1961 schloss sich ein Studium an Defence Services Staff College in Indien an, bevor er eine Aufgabe im britischen Verteidigungsministerium übernahm.
Königin Elisabeth II. ehrte Richardson 1965, indem sie ihn als Member in den Order of the British Empire aufnahm und schließlich erfolgte zwei Jahre später die Beförderung zum Major.
Mit der Zuspitzung der Jemen-Krise 1967 wurde Richardson schließlich in Südarabien eingesetzt und kämpfte mit seiner Einheit gegen die Nationale Befreiungsfront, die letztlich zum Rückzug der Briten führte.
1968 wurde Richardson zum Lieutenant Colonel befördert und ein Jahr später, bis 1971, als Brigadekommandeur bei den Royal Scots in Nordirland eingesetzt. Im selben Jahr wechselte er bereits als Stabschef an das Staff College Camberley und erhielt zugleich die Auszeichnung als Officer des Order of the British Empire.
Bereits 1972 erfolgte die Beförderung zum Colonel und schließlich 1973 die zum Brigadier. Im selben Jahr wurde er zum Commander des Order of the British Empire erhoben.
1974 wurde Richardson Kommandeur der 39. Infanteriebrigade in Nordirland und war außerdem zeitweise als Personalchef bei der Rheinarmee im Einsatz.
1975 wurde er zum stellvertretenden Generaladjutanten der britischen Rheinarmee ernannt. Aus Anlass des silbernen Thronjubiläums von Königin Elisabeth II. war Robert Richardson 1977 für die Vorbereitungen der Feierlichkeiten verantwortlich.

## Stadtkommandant in Berlin
Als Nachfolger von Roy Redgrave wurde Robert Richardson, inzwischen zum Generalmajor befördert, am 24. Januar 1978 zum Kommandanten des Britischen Sektors von Berlin ernannt. Er war damit einer der alliierten Stadtkommandanten und bildete mit den US-Amerikanern Joseph McDonough und Calvert Benedict (ab Juni 1978) sowie dem Franzosen Bernard d’Astorg die höchste Instanz der West-Alliierten Berlins. Er gehörte somit der Alliierten Kommandantur an, die dem Alliierten Kontrollrat unterstellt war.
Richardson war der erste britische Stadtkommandant, der nach dem Zweiten Weltkrieg Soldat wurde.
Als Stadtkommandant übernahm er einen der wichtigsten und herausragendsten Posten, den das britische Militär außerhalb Großbritanniens zu vergeben hatte. Als solcher war er zum einen militärischer, aber vor allem „politischer Führer“ seines Landes und übte eine Art Vertretereigenschaft für Königin Elisabeth II. aus, da Berlin formal nicht zum Geltungsbereich der Bundesrepublik Deutschland gehörte und Großbritanniens in Bonn residierender Botschafter unzuständig war.
Wie seine Vorgänger konzentrierte sich Richardson als Stadtkommandant überwiegend auf die politische und diplomatische Vertretung seines Landes und seine Aufgaben als Mitglied der Alliierten Kommandantur, während der jeweilige Brigadekommandeur die rein militärische Führung der Britischen Streitkräfte in der Vier-Sektoren-Stadt übernahm.
Mit dem Wechsel nach Berlin bezog Richardson mit seiner Familie die im Berliner Ortsteil Gatow befindliche Villa Lemm. Auf dem Anwesen, das durch die Angehörigen der German Service Unit (Berlin), einer deutschen Kompanie und Wachpolizei der Britischen Streitkräfte  bewacht wurde, residierten auch die Mitglieder des britischen Königshauses während ihrer Berlin-Aufenthalte. Der Funktion des Gastgebers gegenüber der Königsfamilie kam ein britischer Stadtkommandant mindestens einmal pro Jahr nach, wenn die Abnahme der Königlichen Geburtstagsparade („Queens Birthday Parade“) auf dem Berliner Maifeld am Olympiastadion anstand.
In die Amtszeit von Richardson fiel der Staatsbesuch von Königin Elisabeth II. im Mai 1978, deren Geburtstagsparade er verantwortlich vorbereitete und die schließlich durch die Monarchin persönlich auf dem Maifeld abgenommen wurde. Somit war Richardson einer von nur drei britischen Stadtkommandanten (David Peel Yates 1965, Patrick Brooking 1987), die die Königin persönlich in Berlin empfangen durften. Sie zeichnete ihn im Anschluss als Commander des Royal Victorian Order aus.
Im Juli 1978 gehörte er zu den Begleitern von US-Präsident Jimmy Carter, der sich aus Anlass des Weltwirtschaftsgipfels in Deutschland aufhielt und auch Berlin besuchte.
Robert Richardson wurde am 15. September 1980 aus Berlin abberufen und durch seinen Nachfolger David Mostyn abgelöst.

## Letzte Kommandos
Im Dezember 1980 wurde Richardson zum Vize-Generaladjutanten im Verteidigungsministerium ernannt und am 1. Juni 1982 zum Generalleutnant befördert. Im selben Jahr würdigte Elisabeth II. die Gesamtleistung des Offiziers und erhob ihn als Knight Commander des Order of the Bath in den persönlichen Adelsstand, woraufhin er den Namenszusatz „Sir“ führte.
Sein letztes Kommando wurde ihm 1982 als Kommandierender General der Britischen Streitkräfte in Nordirland übertragen.
1985 trat Robert Richardson schließlich in den Ruhestand.

## Soziales Engagement

### Ehrenämter
Robert Richardson engagierte sich sein ganzes Leben aktiv für das Royal Scots Regimental Museum und hatte außerdem vom 31. August 1980 bis 31. August 1990 das Amt des Colonel of the Regiment der Royal Scots inne.
Darüber hinaus war er vom 1. März 1992 bis zum 1. März 1995 Lieutenant of the Tower, was der Stellung eines Verwaltungschefs des Tower of London entspricht.

### Ehrentafel
Ein Lebenstraum verwirklichte sich für Richardson im Mai 2014, nur wenige Monate vor seinem Tod, als er eine durch ihn initiierte Ehrentafel für 220 getötete Soldaten der Royal Scots in Edinburgh einweihen durfte, die 1915 bei einem schweren Zugunglück ums Leben kamen.

### Wohltätigkeit und Sport
Richardson war zehn Jahre lang aktiver Spendensammler für die MacRobert Trust, einer schottischen Wohltätigkeitsorganisation und erreichte jährliche Sammlungen von einer Million Pfund, mit denen insbesondere Kinderprojekte gefördert wurden.
Er war außerdem Mitglied der Honourable Company of Edinburgh Golfers und somit auch Gastgeber internationaler Wettbewerbe. Auch seine Kinder spielten aktiv Golf.
Bei dem ehemaligen Manager der schottischen Nationalmannschaft Guy Richardson, handelt es sich um einen Sohn des Ex-Generalleutnants.

### Letzte Parade
2006 nahm Richardson die letzte Parade der Royal Scots vor deren Zusammenschluss mit anderen schottischen Kavallerieregimentern ab.

## Privates
Robert Richardson kam im schottischen Leith als Sohn des Weinhändlers Robert Buchan Richardson zur Welt. Seit 1956 war er in erster Ehe mit der 1986 verstorbenen Maureen Robinson verheiratet. 1988 heiratete er seine zweite Frau Alexandra.
Richardson hatte zwei leibliche Kinder aus der ersten und zwei Stiefkinder aus der zweiten Ehe. Zudem war er zehnfacher Großvater.
Bereits in der Studienzeit galt er als sportbegeistert und hatte das Amt des Kapitäns einer Rugby-Mannschaft der Akademie inne. Nach seiner Pensionierung wandte er sich dem Golfsport zu.
Robert Richardson, der von Freunden und Kameraden anerkennend „Big Bob“ oder „General Bob“ genannt wurde, starb im November 2014 in seiner Heimatstadt Haddington im Alter von 85 Jahren und wurde am 22. Januar 2015 in der Kirche Canongate Kirk in Edinburgh mit einer großen Trauerfeier geehrt.
Seine zahlreichen Medaillen und Auszeichnungen sind im Royal Scots Regimental Museum in Edinburgh ausgestellt.